# دانیل کریستا
دانیل کریستا (انگلیسی: Daniel Crista؛ زادهٔ ۱۹ ژانویهٔ ۱۹۹۱) دوچرخه‌سوار اهل رومانی است.
وی در مسابقات کشوری و بین‌المللی در مجموع برندهٔ ۱ مدال برنز شده‌است.